# جاك ليجراند
جاك ليجراند (بالفرنسية: Jacques Legrand)‏ (19 ديسمبر 1931 فرنسا - 13 يوليو 2016) هو لاعب كرة قدم فرنسي سابق كان يلعب كلاعب وسط.

## روابط خارجية
- جاك ليجراند على موقع قاعدة بيانات كرة القدم.إي يو (الإنجليزية)